# Cajanus confertiflorus
Cajanus confertiflorus är en ärtväxtart som beskrevs av Ferdinand von Mueller. Cajanus confertiflorus ingår i släktet Cajanus och familjen ärtväxter. Inga underarter finns listade i Catalogue of Life.

## Bildgalleri

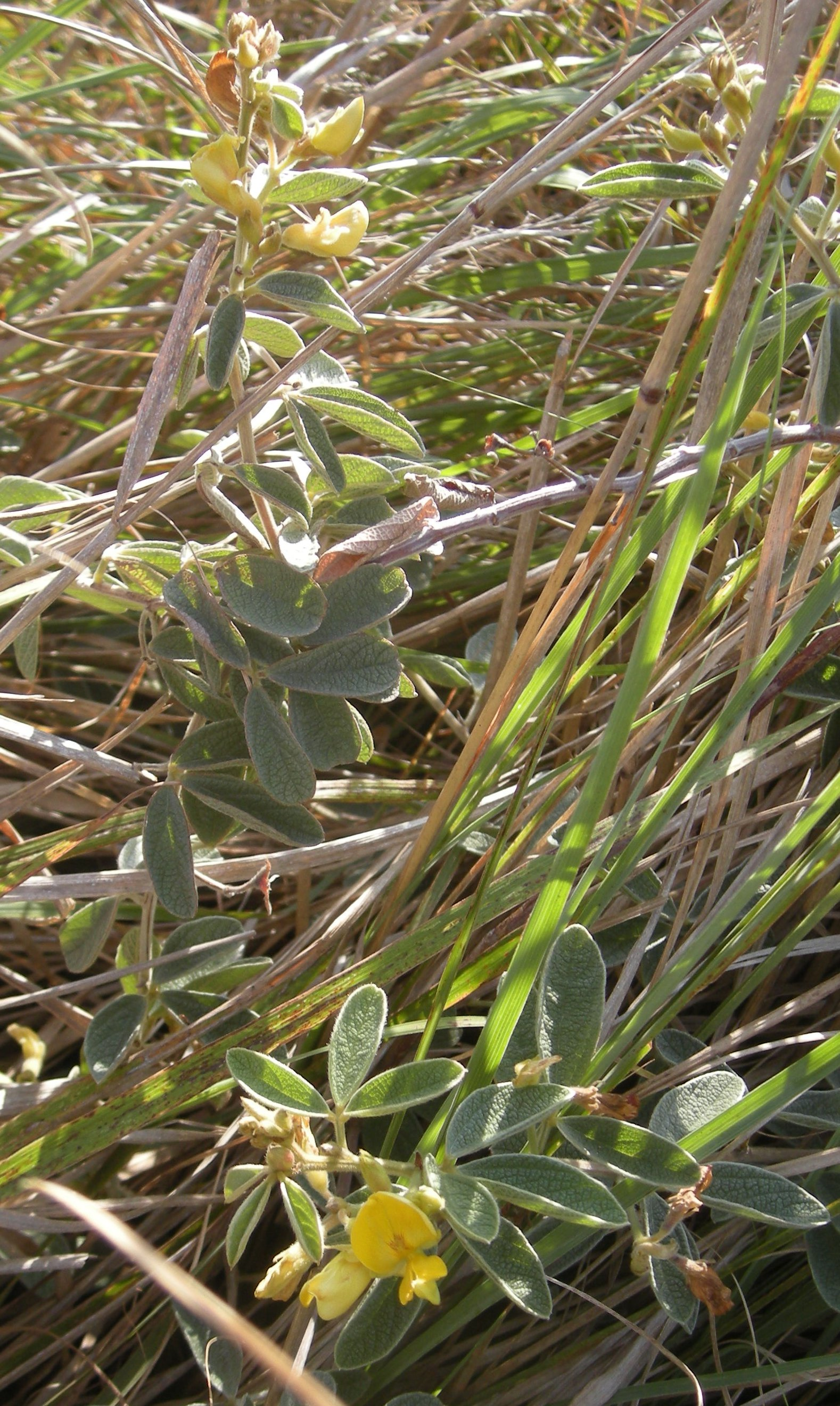